# To Violate the Oblivious
To Violate the Oblivious – czwarty studyjny album amerykańskiego projektu muzycznego Xasthur wydany w lipcu 2004 roku przez wytwórnię Total Holocaust Records. Album został bardzo wysoko oceniony przez stronę Metal Observer.

## Lista utworów
1. „Intro” – 2:06
2. „Xastur Within – 6:14
3. „Dreams Blacker than Death” – 5:24
4. „Screaming at Forgotten Fears” – 8:24
5. „Consumed by a Dark Paranoia” – 3:40
6. „Marked by Shadows” – 6:43
7. „Apparitional Void of Failure” – 4:37
8. „A Gate Through Bloodstained Mirrors – 12:06
9. „Walker of Dissonant Worlds” – 5:40

## Twórcy
- Malefic – wszystkie instrumenty, śpiew, teksty
- H. Jonsson – projekt graficzny, zdjęcia